# Saba (певица)
Анна Саба Люкке Оленшлеггер (дат. Anna Saba Lykke Oehlenschlæger, род. 11 августа 1997 года), более известна под своим мононимом Саба — датская певица, актриса и модель эфиопского происхождения. Представительница Дании на Конкурсе Песни «Евровидение-2024».

## Ранние годы
Анна Саба (имя при рождении: Саба) Люкке Оленшлеггер родилась 11 августа 1997 года в Аддис-Абеба, Эфиопии вместе со своей сестрой-близнецом Андреа. 10 апреля 1998 года в возрасте 8 месяцев сестер забрала датская приемная семья.
Бросив школу, Оленшлегер и её сестра переехали в Копенгаген, начав карьеру с модели для продуктов для отбеливания зубов, а её сестра продолжила певческую и музыкальную актёрскую карьеру.

## Евровидение
25 января 2024 года Саба была объявлена одной из участниц Dansk Melodi Grand Prix 2024, национального финала конкурса песни «Евровидение 2024» в Дании, с песней «Sand». Заняв первое место в финале 17 февраля 2024 года, певица получила право представлять Данию на конкурсе 2024 года. Саба выступила во втором полуфинале 9 мая 2024 года, заняв 12-е место из 16 с 36 очками, не пройдя в финал.

## Личная жизнь
Саба — открытая лесбиянка.
В 2018 году у певицы диагностировано биполярное расстройство. Является амбассадором Датской ассоциации депрессии.